# Kosogonowate
Kosogonowate (Alopiidae) – monotypowa rodzina drapieżnych ryb chrzęstnoszkieletowych z rzędu lamnokształtnych (Lamniformes).

## Występowanie
Zasiedlają głównie pelagialną strefę oceanów. Młode osobniki spotykane są w strefie przybrzeżnej.

## Charakterystyka
Ciało wrzecionowate i smukłe o krótkim pysku. Górny płat płetwy ogonowej mocno wydłużony stanowi niemal połowę długości ciała ryby. Kształt płetwy przypomina kosę. Są jajożyworodne, embriony są kanibalami, zjadają swoje rodzeństwo. Dorastają do 573 cm długości osiągając masę ciała sięgającą 364 kg. Są aktywnymi drapieżcami zjadającymi mniejsze ryby i głowonogi.

## Klasyfikacja
Rodzaj zdefiniował w 1810 roku francuski przyrodnik Constantine Samuel Rafinesque w publikacji własnego autorstwa poświęconej nowym rodzajom i gatunkom zwierząt i roślin Sycylii. Gatunkiem typowym jest (oznaczenie monotypowe) kosogon (A. vulpinus).

### Etymologia
- Alopias: gr. αλωπηξ alōpēx, αλωπεκος alōpekos ‘lis’; w aluzji do długiej (podobnej do lisiego ogona) płetwy ogonowej[10].
- Vulpecula: łac. vulpecula ‘lisek’, od vulpes, vulpis ‘lis’; przyrostek zdrabniający -ula[11]. Gatunek typowy: (oznaczenie monotypowe) Squalus vulpes Gmelin, 1789 (= Squalus vulpinus Bonnaterre, 1788) (Jarocki, 1822); (oznaczenie monotypowe) Vulpecula marina Garman, 1913 (= Squalus vulpinus Bonnaterre, 1788) (Garman, 1913).
- Alopecias: gr. αλωπεκιας alōpekias ‘kosogon’[12]. Gatunek typowy (oznaczenie monotypowe): Squalus vulpes Gmelin, 1789 (= Squalus vulpinus Bonnaterre, 1788).

### Podział systematyczny
Do rodziny zaliczany jest jeden rodzaj z następującymi gatunkami:
- Alopias pelagicus Nakamura, 1935
- Alopias superciliosus (Lowe, 1841)
- Alopias vulpinus (Bonnaterre, 1788) – kosogon[14][15]